# Mimosa (plant)
Mimosa is een geslacht uit de vlinderbloemenfamilie (Leguminosae). De naam Mimosa is afgeleid van het Griekse mimos, dat nabootser betekent.
The Plant List accepteert 618 soorten. Volgens de Flora of China bestaat het geslacht uit circa vijfhonderd soorten die vooral voorkomen in tropisch Amerika.
Een aantal soorten wordt als sierplant gekweekt, waaronder het kruidje-roer-mij-niet (Mimosa pudica).

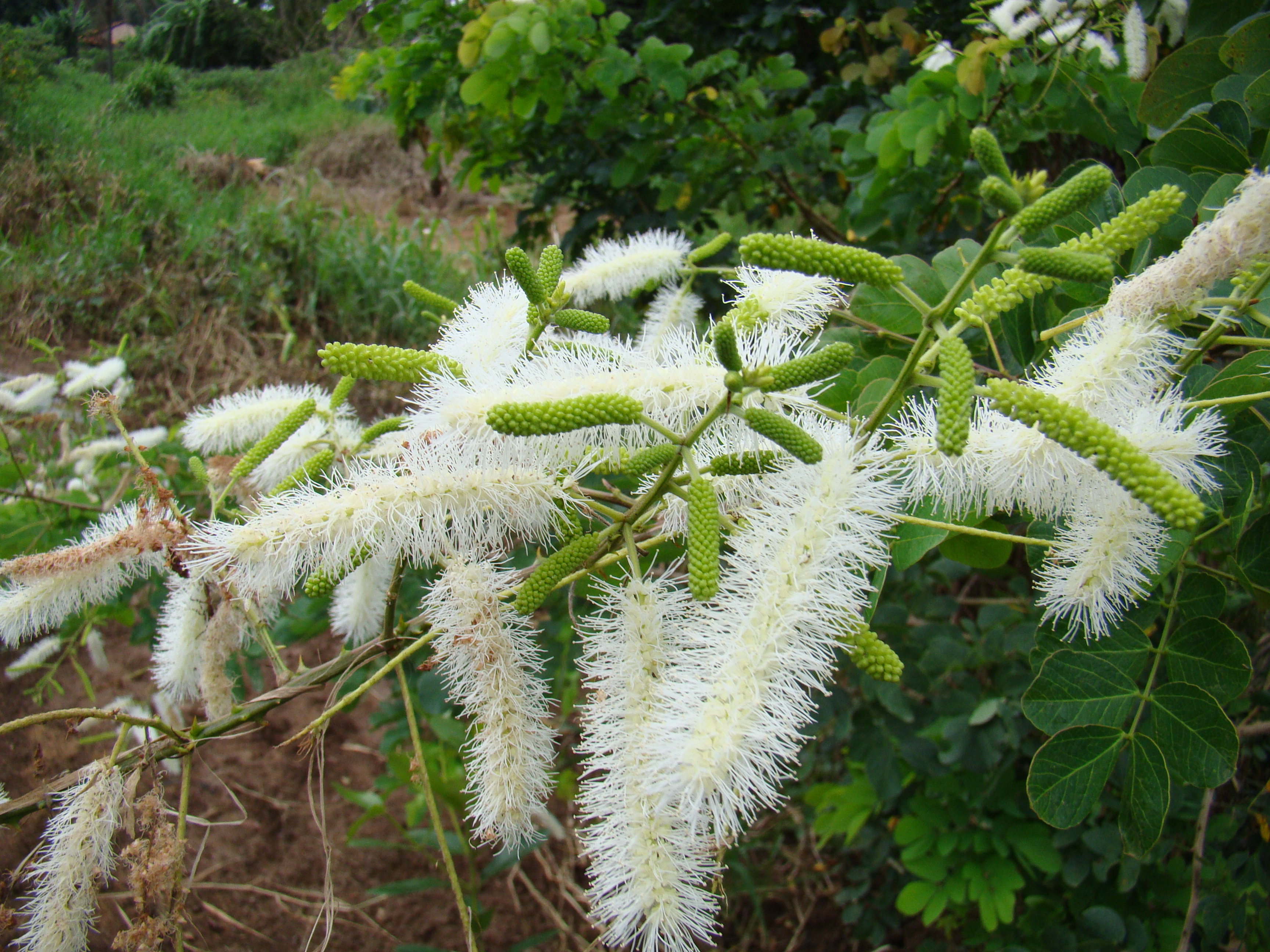
Mimosa caesalpiniifolia
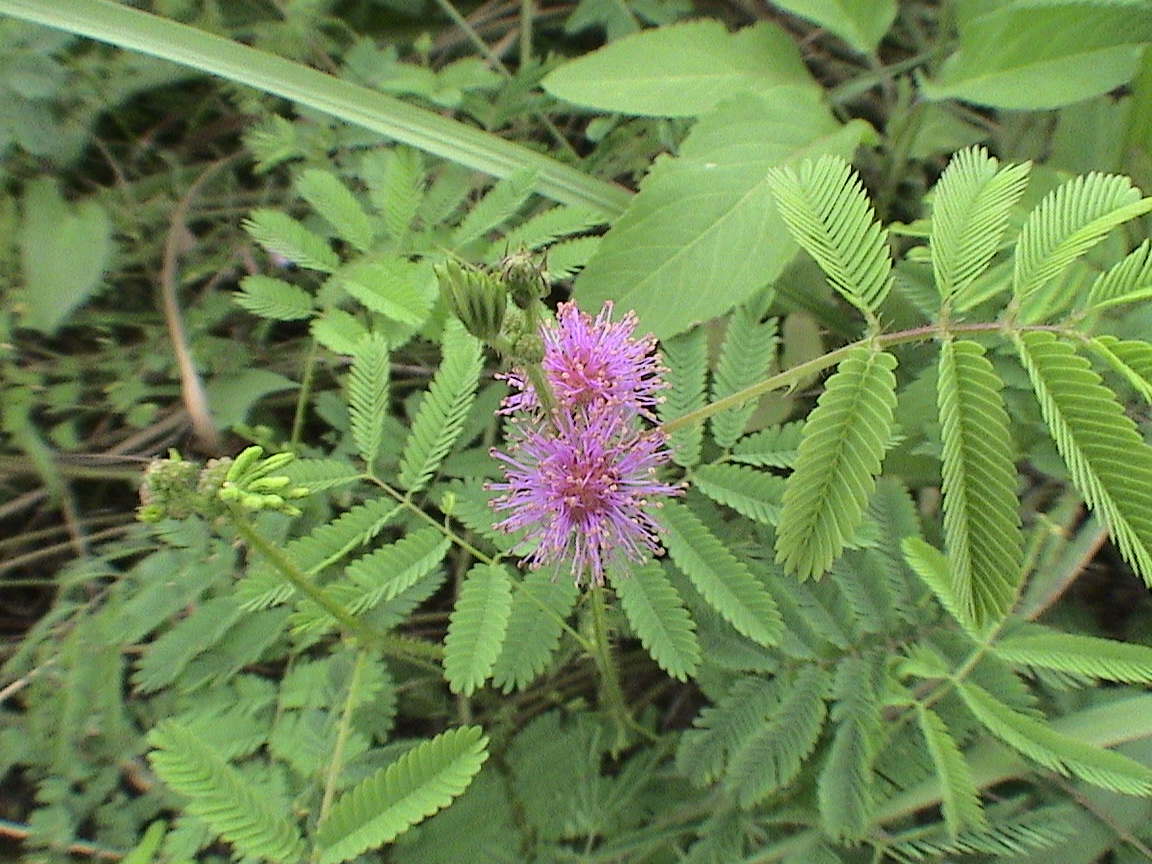
Mimosa diplotricha
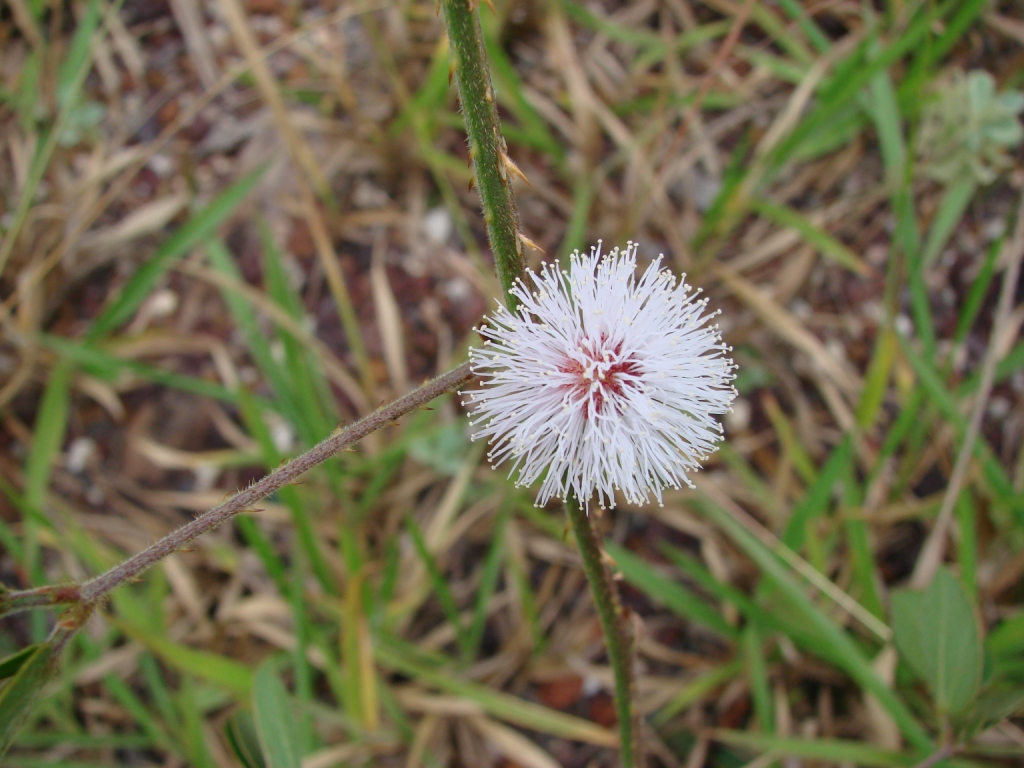
Mimosa nuda
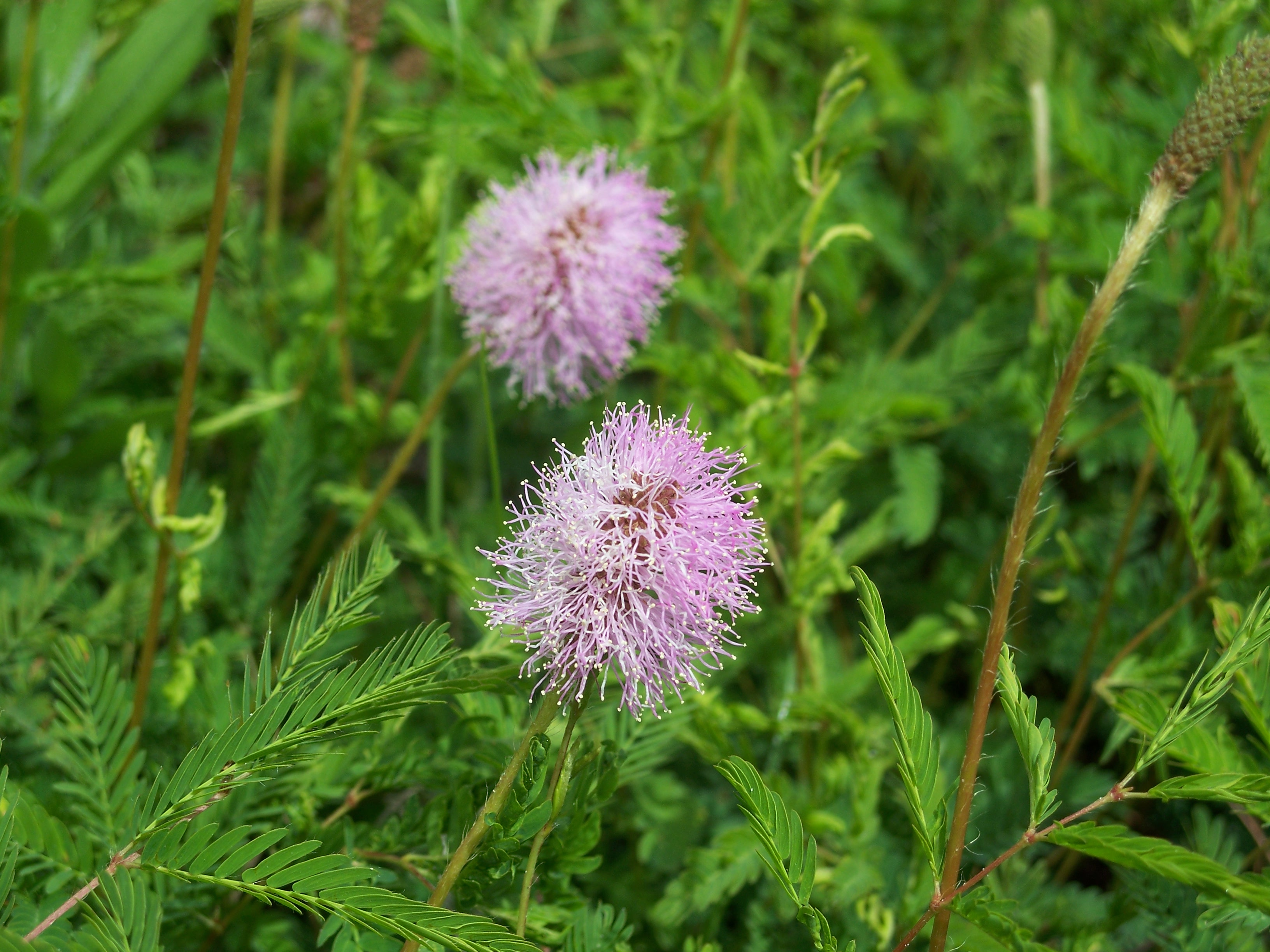
Mimosa strigillosa
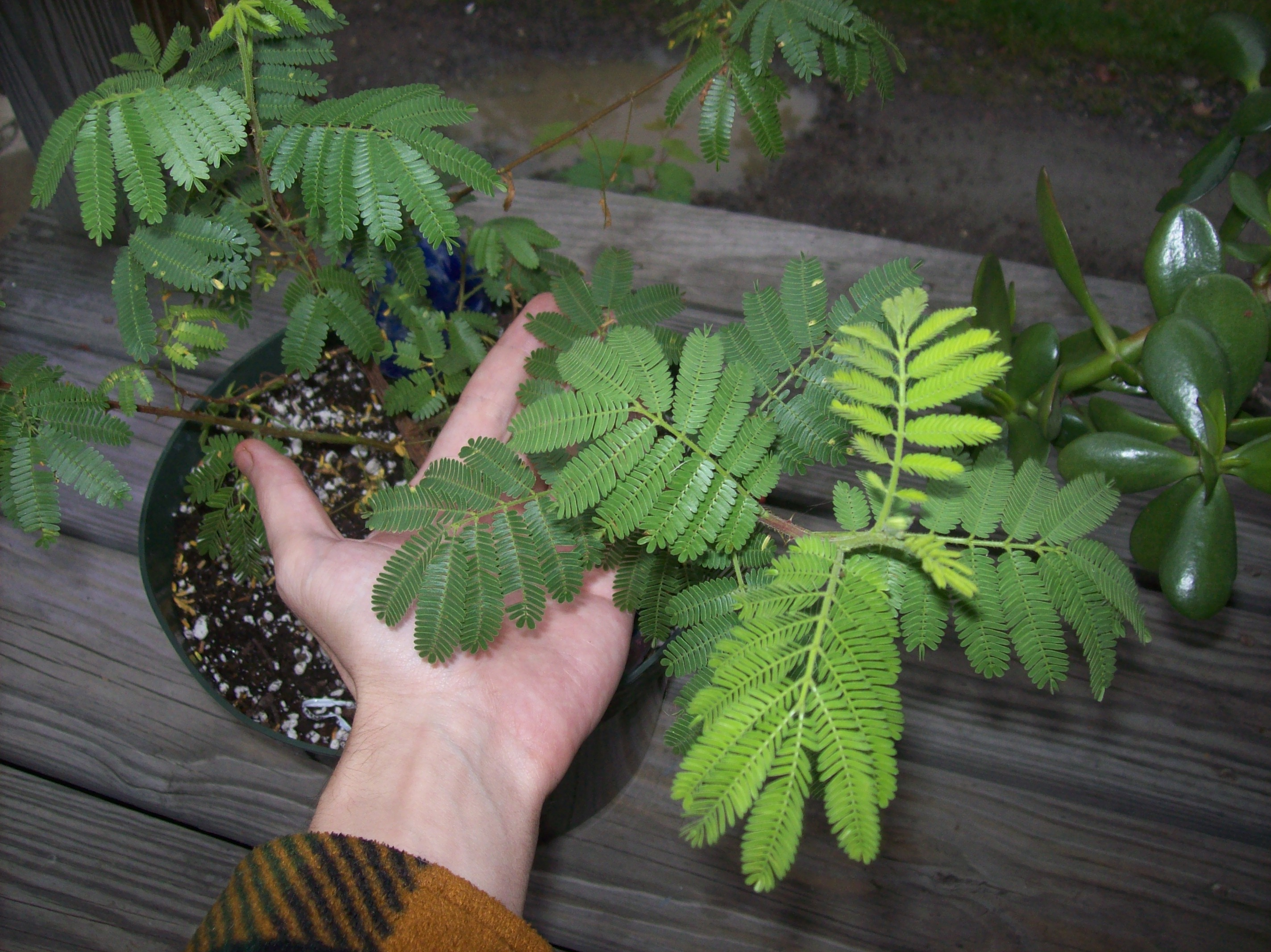
Mimosa hostilis